# Che fine ha fatto Lazlotòz
Che fine ha fatto Lazlotòz è il primo album in studio del cantautore italiano Giorgio Canali, pubblicato nel 1998 dalla Sonica-Virgin.

## Il disco
Il titolo fa riferimento a László Tóth, il folle che nel 1972 prese a martellate la Pietà di Michelangelo.
Il disco d'esordio di Canali (a cui partecipano i musicisti che in seguito avrebbero fatto parte dei Giorgio Canali & Rossofuoco) contiene 12 tracce ed è costituito da canzoni tipicamente rock decisamente feroci alternate a canzoni caratterizzate da atmosfere dilatate ed ampio spazio lasciato alla poetica. Nel secondo gruppo spicca Nuvole e Bleriot che, partendo dall'"aria piuttosto densa di un bistrot", cita l'impresa del pioniere dell'aviazione Louis Blériot, per spaziare fino a tematiche esistenziali d'ampio respiro. All'estremo opposto si trova 1,2,3,1000 Vietnam, in lingua francese, rabbiosa e violenta: da notare come Canali suoni da anni una chitarra su cui è presente la bandiera del Vietnam, a ricordo di una resistenza armata risultata vincitrice - con mezzi non pacifici - sull'imperialismo occidentale. Tale scelta, del resto, fa perfettamente parte del personaggio: lo stesso Canali, in un diverso testo, canta: "Non ho nessuna pregiudiziale se sono io a decidere a chi sparare". Di tutt'altro tenore Lazlotoz, riferita al nome volutamente storpiato di Tóth; si tratta di una canzone ironica e dissacrante: raffigura Dio in una surreale quotidianità domestica, costretto tra il rumore della Santa Messa in TV e i rimproveri di una moglie isterica.

## Tracce
Testi e musiche di Giorgio Canali, eccetto dove indicato.
1. Nananà nananà – 2:25
2. Coule la vie – 4:58
3. Probablement – 5:20
4. Au bout – 3:27
5. 100.000 – 6:03
6. Nessun presente – 3:53
7. 1, 2, 3, 1000 Vietnam – 3:23 (testo: Giorgio Canali, Roberto Zoli)
8. Va tutto bene – 6:19 (testo: Giorgio Canali, Roberto Zoli)
9. Nuvole & Blèriot – 5:13
10. Maquis – 2:20
11. Lazlotòz – 2:22
12. Ça y est – 2:40

## Formazione
- Giorgio Canali – voce, chitarra, organo, basso, violino
- Cristiano Godano e Riccardo Tesio - chitarre su Nessun presente
- Umberto Palazzo e Salvatore Russo – chitarre su Va tutto bene
- Serge Teyssot-Gay – chitarra su Ça y est
- Gianni Maroccolo – basso su Nananà nananà, Coule la vie, Nessun presente
- Claude Saut – basso su Probablement, 100.000, Nuvole & Blériot, Maquis
- Fabio "Random" Petrelli – basso su Va tutto bene
- Mariano de Tassis – batteria su Nananà nananà, Coule la vie, Probablement, 100.000, Nessun presente, Maquis, Lazlotòz
- Cristiano Marcelli – batteria su Va tutto bene
- Pino Gulli – batteria su 1-2-3-1000 Vietnam
- Marco Parente – batteria su Nuvole & Blériot
- Akosh Szelevenyi – sassofono su Coule la vie, 1-2-3-1000 Vietnam, Va tutto bene, Maquis, Ça y est
- Bertrand Cantat – coro "Hasta siempre comandante" su 1-2-3-1000 Vietnam

Produzione
- Bertrand Cantat – direzione artistica
- Giovanni Gasparini – montaggio